# Curt Maggitt
Curt Maggitt (* 4. února 1993 ve West Palm Beach, stát Florida) je hráč amerického fotbalu nastupující na pozici Outside linebackera za tým Indianapolis Colts v National Football League. Univerzitní fotbal hrál za University of Tennessee, po Draftu NFL 2016, kdy si ho nevybral žádný tým, podepsal smlouvu s Indianapolis Colts.

## Univerzita
Maggitt za University of Tennessee odehrál během čtyř sezón 35 utkání, ve kterých jako Outside linebacker nebo Defensive end zaznamenal 141 tacklů (58 asistovaných), z toho 28,5 tacklu pro ztrátu, 13,5 sacku a 4 forced fumbly.

## Profesionální kariéra

### Indianapolis Colts
Poté, co si ho nevybral žádný tým během sedmi kol Draftu NFL 2016, Maggitt jako volný hráč podepsal 8. května 2016 smlouvu se Indianapolis Colts. Úspěšně prošel všemi fázemi zeštíhlování kádru a debut v NFL si připsal v prvním týdnu sezóny 2016 proti Detroit Lions.